# 第53防空導彈旅
近卫第53防空导弹旅（俄语：53-я гвардейская зенитная ракетная Берлинская бригада，縮寫：53 зрбр, в/ч 32406）是俄罗斯陆军的一个地对空导弹旅。该旅隶属于近卫第20集团军，驻地在库尔斯克。
该旅于1967年在亚美尼亚组建为防空团，组建后不久就被调往東德，并在冷战余下的时间里作为驻德苏军集团的一部分。 1992年苏联军队从德国撤军后，该旅迁往库尔斯克。
根据澳大利亚、比利时、马来西亚、荷兰和乌克兰组成的联合调查组（JIT）得出的结论，属于该旅的一辆山毛榉导弹发射车于2014年8月击落了马来西亚航空17号航班，造成298人死亡，被認爲是戰爭罪行。 
2023年2月21日，俄罗斯普京政权为表彰该单位参与全面入侵乌克兰，授予该部队“近卫军”称号。

## 历史

### 冷战
第268防空导弹团于1961年在阿提克与第7近卫集团军组建，配备SA-2。1967年10月1日，升格为第53防空导弹旅，下辖第677、679、682独立防空导弹營。大约在这个时候，该旅接收了SA-4导弹系统。1968年12月20日至1969年1月7日期间转移至东德。该旅成为阿尔滕堡近卫坦克第1集团军的一部分。第677营驻扎在阿尔滕堡，第679营驻扎在梅泽堡，第682营驻扎在蔡茨。 1970年10月1日，第53旅被转移到近卫第20集团军，但在1984年又回到近卫第1坦克集团军。1986年11月，第677独立防空导弹营迁至维滕贝格后，第1578独立防空导弹营在欧萨茨组建。此时该旅换装了SA-11“山毛榉”导弹系统。1992年，该旅撤至库尔斯克，并成为近卫第20集团军的一部分。 
1994年至1998年间，第53师作为俄罗斯在阿布哈兹维和任务的一部分驻扎在古達烏塔。该旅因2005年至2008年演习中的表现多次获近卫第20集团军和莫斯科军区最佳防空旅奖。该旅参加了2008年莫斯科胜利日阅兵以及“Zapad-2009”、“Zapad-2011”和“Zapad-2014”演习。

### 击落马来西亚航空17号航班
据啤令貓和Correctiv报道，击落MH17客机的运输起竖发射和雷达车（TELAR）来自该旅。根据啤令貓随后于2016年1月的调查，该旅的士兵参与了击落民航机的事件。

2018年5月24日，联合调查组(JIT) 得出结论，MH17号客机是被属于53防空导弹旅的山毛榉导弹系统击落的。

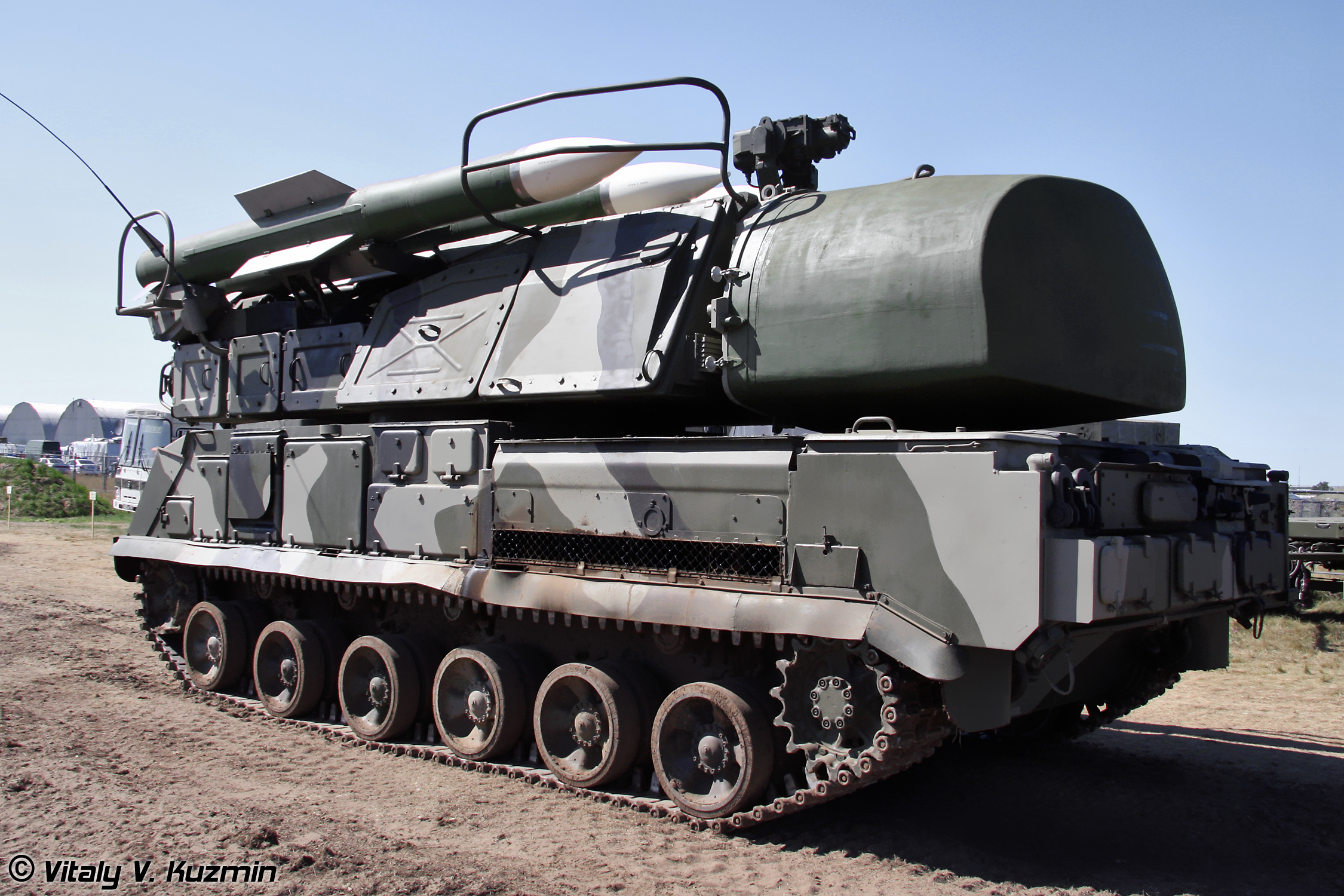
该旅使用的山毛榉地空导弹

## 指挥官
该旅曾由以下军官指挥。
- Colonel I.P. Popov (1967–1973)
- Colonel A.S. Samoylenko (1973–1977)
- Colonel Y.S. Dudchenko (1977–1983)
- Colonel Yu. A. Yarchak (1983–1985)
- Colonel Yu. V. Filkov (1985–1991)
- Colonel I.P. Kondrashov (1991–1992)
- Colonel G.N. Chernov (1992–2004)
- Colonel Alexander Viktorovich Donets (2005–2009)
- Colonel V.V. Kukushkin (2009–2011)
- Colonel A. Yu. Zolotov (2011–2013)
- Colonel Sergey Borisovich Muchkayev (2013–至今)

### 引文
1. 1 2  Holm, Michael. . www.ww2.dk.   [2016-04-01]. （原始内容存档于2016-09-21）.
2. ↑  . BBC News. 2018-05-24  [2023-12-18]. （原始内容存档于2022-01-26）.
3. ↑  Smith-Spark, Laura; Masters, James. . CNN. 2018-05-24  [2023-12-18]. （原始内容存档于2022-02-21）.
4. ↑  . The Insider.   [2023-02-22]. （原始内容存档于2023-03-01） （俄语）.
5. ↑  Feskov et al 2013，第281頁.
6. 1 2 3   [Air Defense Brigades of the Ground Forces]. mil.ru. Ministry of Defense of the Russian Federation. 2015-12-24  [2017-04-06]. （原始内容存档于2018-12-12） （俄语）.
7. ↑  . www.kyivpost.com. 2015-01-10  [2016-04-01]. （原始内容存档于2016-04-13）.
8. ↑  . bellingcat. 2014-09-08  [2016-04-01]. （原始内容存档于2023-11-02） （美国英语）.
9. ↑  . DW.COM. Deutsche Welle.   [2017-01-24]. （原始内容存档于2021-03-15） （英语）.
10. ↑  . Bellingcat. 2017-06-05. （原始内容存档于2017-06-05）. Since the July 17, 2014 downing of Malaysian Airlines Flight 17 (MH17), Bellingcat has published numerous articles concerning the anti-aircraft missile launcher that downed the passenger plane–Buk 332, of Russia’s 53rd Anti-Aircraft Missile Brigade.
11. ↑  . nos.nl. NOS.   [2018-05-24]. （原始内容存档于2023-04-04） （荷兰语）.